# Grand Theft Auto Advance
Grand Theft Auto Advance, també conegut com a Grand Theft Auto Game Boy Advance, és un videojoc llançat el 24 d'octubre de 2004 pensat únicament per a la consola Game Boy Advance, Gamecube i Nintendo DS. L'empresa Digital Eclipse va crear aquest videojoc basant-se en la saga de videojocs Grand Theft Auto. És un joc d'acció i aventura desenvolupat l'any 2000. Aquest llançament va ser el 8è de l'empresa i distribuïdora Rockstar Games.

## Història
Liberty City, any 1969. El protagonista, Mike, ha decidit retirar-se del negoci. Abans de res, ho consulta amb el seu company i millor amic Vinnin cap de la màfia que acceptarà la seva nova proposta. Treball rere treball, Mike aconsegueix veure com poc temps de començar l'aventura, el seu amic Vinnie mor. Amb ràbia, ira i ganes de venjança, Mike comença a buscar una nova vida, del qual l'objectiu és trobar als assassins del seu ex-cap. Els primers sospitosos per mike, són la màfia Itàlia. Van ser ells, els que el van obligar a apostar en aquells llocs tant estranys, a matar a altres caps i sobretot a posar pegues una vegada i una altra abans de la retirada de tots dos. Encara que l'actitud del seu cap no va ser del tot comú, ja que tot i la petició de Mike d'abandonar com més aviat aquest només provocava més sospites. A sobre, en ser el seu únic amic i haver robat el cotxe de l'explosió, ell es converteix en el primer objectiu de la policia, que mostra un estrany interès a trobar a l'assassí d'un cap buscat per ells mateixos.

## Descripció del joc
Grand Theft Auto Advance és un videojoc llançat el 24 d'octubre del 2004 per la Game Boy Advance, Gamecube i Nintendo DS. Amb un estil de joc quasi igual als primers jocs de Grand Theft Auto com: GTA i GTA II. Els personatges, els cotxes i la ciutat es veuen amb una vista zenital i són les cinematogràfiques les úniques imatges on hi ha una vista frontal.
A l'inici del desenvolupament del joc, anava a ser una conversió a la portàtil de Grand Theft Auto III, però poc després es va convertir en un videojoc totalment nou. L'aventura transcorre a Liberty City i és protagonitzada per un criminal de baix nivell, Mike, que s'acaba barrejat amb altres personatges com: 8-Ball a la recerca de venjança per la mort del seu millor amic Vinnie i la pèrdua de tots els seus diners en un atemptat d'un cotxe bomba. Mike haurà de treballar per a les màfies i bandes fins a descobrir un cúmul de mentides.

## Instruccions del joc
El gameplay d'aquest joc és bàsic, amb el Botó A fa servir l'arma que té, accelera amb un vehicle, amb el Botó B corre per un temps i retrocedeix en un acte, amb el Botó Select i L o R canvia l'arma, amb l entra / surt d'un vehicle i amb R fa servir el fre de mà o mira una direcció i si fa servir una arma, permet moure's lliurement sense deixar de mirar aquella direcció on estava mirant.

## Personatges

### Mike
- Mike és un personatge de la saga GTA, que apareix com a protagonista en Grand Theft Auto Advance. Es tracta d'un criminal de baix nivell comparat amb els altres protagonistes. Mike és un home ingenu i amb certs valors que, després del seu pas pels baixos fons de Liberty City buscant respostes, es convertirà en un assassí a causa de múltiples traïcions i decepcions.

### Vinnie
- Vincenzo també conegut com a Vinnie, és un personatge de Grand Theft Auto Advance, soci i millor amic de Mike i un dels antagonistes del joc. Encara que li promet al seu amic que fugiran de Liberty City amb molts diners, només s'utilitza perquè faci encàrrecs per a la Màfia i no mostra grans expectatives de fugir. A l'hora de fer-ho, Vinnie suposadament mor en una explosió d'un cotxe bomba. Mike passa gran part de la història intentant trobar a l'assassí i finalment, descobreix que Vinnie en realitat està viu i només volia fugir amb els diners. Mike acaba havent de lluitar amb Vinnie i en la baralla el mata.

### 8-Ball
- 8-Ball és un personatge de la saga GTA que apareix en Grand Theft Auto III, Grand Theft Auto Advance i Grand Theft Auto: Liberty City Stories. 8-Ball, és expert en explosius i en mecànica de vehicles, el que el converteix un "fabricador" de cotxes-bomba. Igual que Phil Cassidy, es pot considerar el personatge secundari amb més aparicions en tota la saga Grand Theft Auto.

### Asuka Kasen
- Asuka Kasen és un personatge de la saga Grand Theft Auto que apareix en Grand Theft Auto III i Grand Theft Auto Advance. Després de la mort del seu germà, Kazuki Kasen, Asuka pren les regnes de l'organització l'any 1999. Dos anys després, deixa el càrrec perquè el seu altre germà, Kenji Kasen, es faci càrrec dels Yakuza. Tant ella com el seu germà Kenji, es trobaven al Japó i per tant, Asuka decideix viatjar als Estats Units l'any 1991 per visitar al seu germà Kazuki Kasen. Tant en Grand Theft Auto Advance com en GTA III ella és seductora, una experta en tortura i tendències masoquistes sent una dona molt respectada i valorada entre els membres de la Yakuza.

### Cisco
- Cisco és un personatge de la saga GTA que apareix en Grand Theft Auto Advance. És el líder del cartel colombià durant el mateix joc, encara que es desconeix quan va assumir el poder. Tot i que Mike, protagonista del joc, ha intentat colpejar a Cisco, per ordres de King Courtney, finalment accedeix a ajudar-lo a aclarir les coses sobre la mort de Vinnie, el millor amic de Mike.

### Jonnie
- Jonnie és un personatge de la saga Grand Theft Auto que fa la seva aparició en Grand Theft Auto Advance. Jonnie, també conegut com el bàrman, té un bar situat al districte Red Light. Durant el transcurs del joc, Jonnie ajuda a Mike a descobrir a l'assassí de Vinnie amb la condició que Mike li resolgui uns quants problemes.

### King Courtney
- King Courtney és un personatge de la saga GTA que apareix en Grand Theft Auto III i Grand Theft Auto Advance on fa de cap final, líder dels Uptown Yardies.

### Yuka Kasen
- Yuka Kasen és un personatge secundari de la saga Grand Theft Auto que fa la seva aparició en Grand Theft Auto Advance. Yuka és d'origen japonès i farà unes quantes aparicions en el joc. Yuka és segrestada per Cisco, però el segrest serà breu, pel fet que Asuka Kasen contractarà a Mike perquè la rescati posteriorment i torni amb la seva família.

## Ciutats del mapa

### Liberty City
Liberty City és la ciutat on es desenvolupa Grand Theft Auto III i Grand Theft Auto: Liberty City Stories. En el primer joc, es mostra a la ciutat l'any 2001, mentre que en el segon joc es veu a la ciutat tres anys abans, el 1998. També apareix en Grand Theft Auto Advance. Tot i ser la mateixa ciutat en aquest joc, la ciutat compta amb certes diferències amb GTA III i GTA: LCS, com la ubicació dels barris, els carrers, les bandes i altres detalls, a causa que el mapa havia de ser compatible amb la consola portàtil Game Boy Advance. La ciutat té el nom de "El pitjor lloc d'Amèrica", a causa de l'alt nivell de criminalitat a la ciutat. Segons el joc de GTA III, la ciutat té una població de 4.000.000 d'habitants.
La ciutat es va fundar l'any 1798, ja que en GTA: LCS s'afirma que la ciutat celebra el seu bicentenari, és a dir, dos-cents anys. A més d'això, molt poc es coneix de la història antiga de la ciutat, tot i que segons les paraules de Lazlow Jones "Liberty City era una església, una pastura de vaques i tres cases, quan el telèfon es va inventar". De la història recent si es tenen dades, pel fet que els jocs que transcorren en aquesta ciutat succeeixen en l'època contemporània. Se sap que durant el segle XX es va augmentar considerablement el rang de delinqüència i la quantitat de bandes criminals, especialment de la Cosa Nostra (raó per la qual Liberty City és considerada "El pitjor lloc d'Amèrica"). No obstant això, a finals dels noranta i principis de l'any 2000, va disminuir el poder de la Cosa Nostra a la ciutat, però va augmentar el de les altres organitzacions criminals. Pel que fa a la política, Roger C. Hole va ser l'alcalde des de 1993 fins a 1998, any en què va ser assassinat a mans de Toni Cipriani, passant a ser Miles O'Donovan el nou alcalde.
Liberty City està inspirada principalment a Nova York. Segons una entrevista feta a Rockstar Games el 2012, Liberty City també està inspirada en altres zones de la costa est com Filadèlfia, Detroit i Baltimore. Això es pot notar a causa de certes característiques en comú com: els gratacels de l'illa Staunton serien els equivalents als gratacels de Manhattan, Belleville Park seria l'equivalent a Central Park, Sant Mark’s és una paròdia a Little Italy, el gratacel de Bedford Point seria l'equivalent a l'Empire State, i Punta de Bedford és una paròdia a Broadway. A més, hi ha certes empreses que parodien a empreses reals de Nova York, com el Liberty Tree, que parodia el The New York Times. No obstant això, no posseeixen certes coses en comú, com l'absència d'una Estàtua de la Llibertat, la ubicació de l'aeroport, l'existència d'una presa, la geografia, entre d'altres.
També hi ha un poble fantasma, darrere de la muntanya de Costa de Val, que apareix només en GTA III. Es tracta de la part on es produeix la Introducció de GTA III. Tot i que durant anys es va creure que aquest tros de ciutat era Carcer City, una altra ciutat, o simplement un lloc on es va gravar a la introducció del joc, Rockstar Games va revelar el 2011 que aquest poble era part de Liberty City.
Liberty City també apareix en Grand Theft Auto: Vice City i Grand Theft Auto: San Andreas:
En GTA: VC, no apareix la ciutat en si, però apareix l'interior d'un local d'ell mateix: el Marc’s Bistro. La primera aparició és en la introducció, en la qual es veu a Sonny Forelli al costat de la seva mà dreta al restaurant, conversant sobre que faran amb Tommy Vercetti, qui acaba de sortir de la presó. A la fi decideixen enviar-lo a Vice City perquè s'expandeix a la Família Forelli cap al sud dels Estats Units d'Amèrica. Torna a aparèixer l'interior del restaurant en la missió Un vell amic, en la qual Tommy comunica a Sonny que durant un intercanvi de drogues que estava realitzant a Vice City, uns homes van sabotejar el tracte i van robar la droga i els diners. Durant el joc, diversos personatges es refereixen a Liberty City com "el nord", com Lance Vance en la missió Mantingues prop als teus amics ... o Ken Rosenberg en Fúria en el jurat.
En Grand Theft Auto: San Andreas (1992), tot i que el joc transcorre en l'estat de San Andreas, també es mostra aquesta ciutat, però només una part. En la introducció del joc, es veu al protagonista, Carl Johnson a l'Aeroport internacional Francis pujant a un avió per tornar als Santos, amb l'objectiu d'assistir al funeral de la seva mare. En la missió Saint Mark's Bistro, Carl viatja a Liberty City per acabar amb uns Forelli en Marc s Bistro. No obstant això, aquesta ciutat també en Grand Theft Acto: San Andreas The Introduction, el vídeo pròleg que va venir amb la versió especial del joc. En cert moment del vídeo, Carl apareix en aquesta ciutat, durant l'any 1992. També és possible accedir a Liberty City per l'inframón encara que només es veu una petita part de la ciutat, sobretot del districte Portland.

### Portland
Portland és un dels tres districtes de Liberty City. Els dos districtes restants són: Staunton Island i Shoreside Val.
Portland és el districte industrial, on se situa el port i la majoria de les indústries de la ciutat i altres localitzacions importants com el Red Light District o Sant Mark’s. Portland està consumida pel crim, controlada per les màfies.

### Staunton Island
Illa Staunton és el districte comercial, compost majoritàriament per edificis de negocis, encara que també hi ha àrees residencials a nord de l'illa com ara Newport o Fort Staunton. El 1998 (GTA: LCS) aquest districte estava controlat gairebé íntegrament per la màfia (Família Sindacco i Família Forelli), però després de diverses guerres van ser perdent influència a poc a poc fins a perdre-la per complet. Ja en 2001 (GTA III) està controlat per la Yakuza, el Cartell colombià i els Uptown Yardies. En GTA Advance), també hi ha presència de la màfia, de les triades, dels Matons i dels Diables.
Staunton està inspirada en la ciutat de Manhattan, Nova York, el nom no és clar d'on ve, però hi ha diversos llocs i persones amb el nom de Staunton llistades aquí.
Staunton Island és l'illa central de la ciutat, situada a l'est de Shoreside Val i a l'oest de Portland, i es connecta a aquests mitjançant el pont elevat i el pont Callahan.
Staunton és el districte comercial i financer de Liberty City, tenint molts gratacels. La majoria d'aquests se situen a sud de l'illa (als barris Torrington i Bedford Point), mentre que els barris de nord són barris residencials. A més, en aquest districte es troben edificis importants com l'ajuntament, els jutjats o la Universitat Sant Maties. Altres punts d'interès serien el parc Belleville o el Busch Stadium.
Tant en Grand Theft Auto III, en Grand Theft Auto Advance, com a Grand Theft Auto: Liberty City Stories Staunton és la segona illa per ordre d'aparició. En GTA III, el jugador tindrà lliure accés a l'illa després de la missió Darrers desitjos, en GTA Advance després de la missió Ensenyar diners i en GTA: Liberty City Stories després de la missió Driving Mr. Leone.